# Marmorreiher

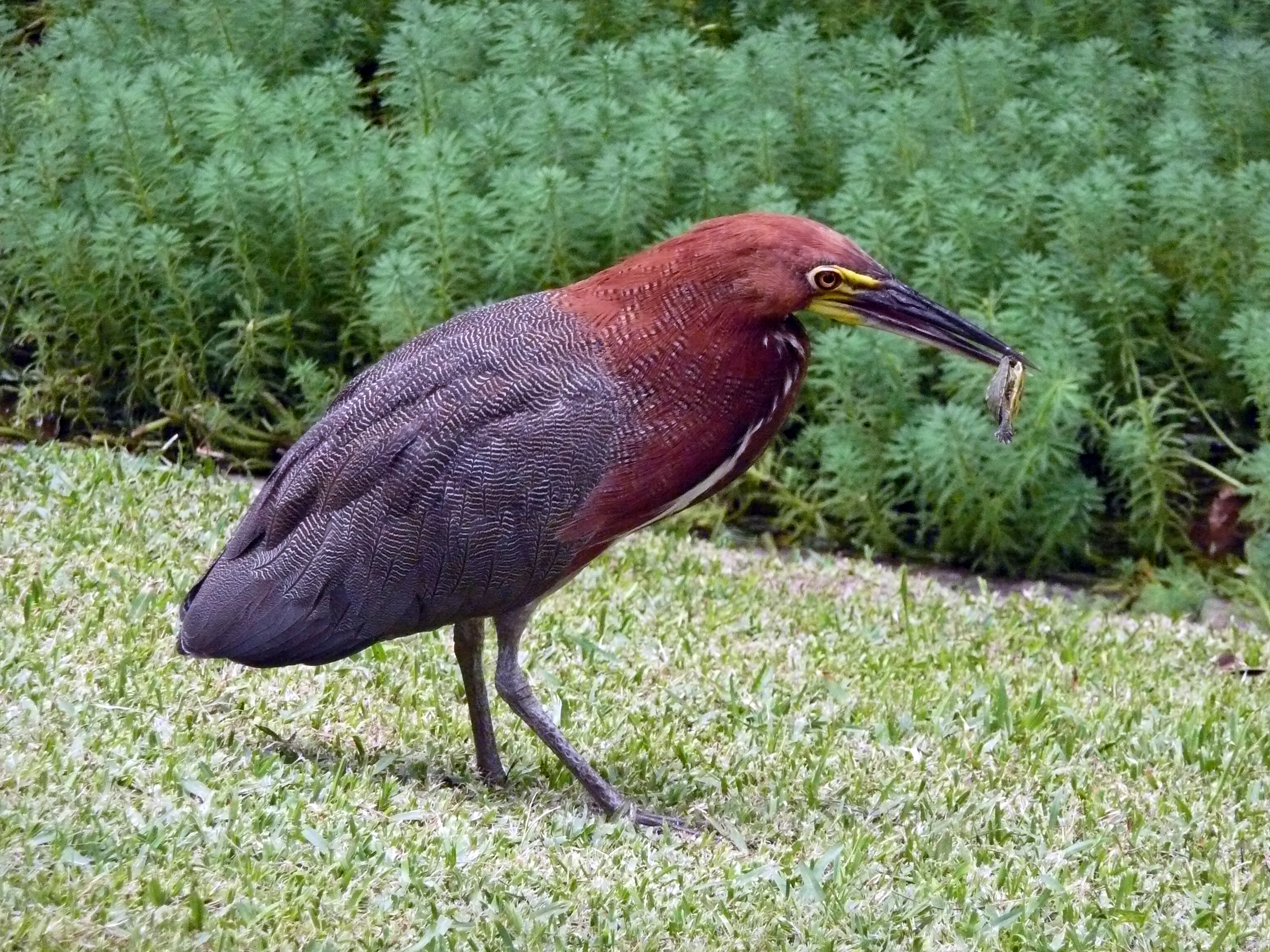
Marmorreiher mit gefangenem Fisch

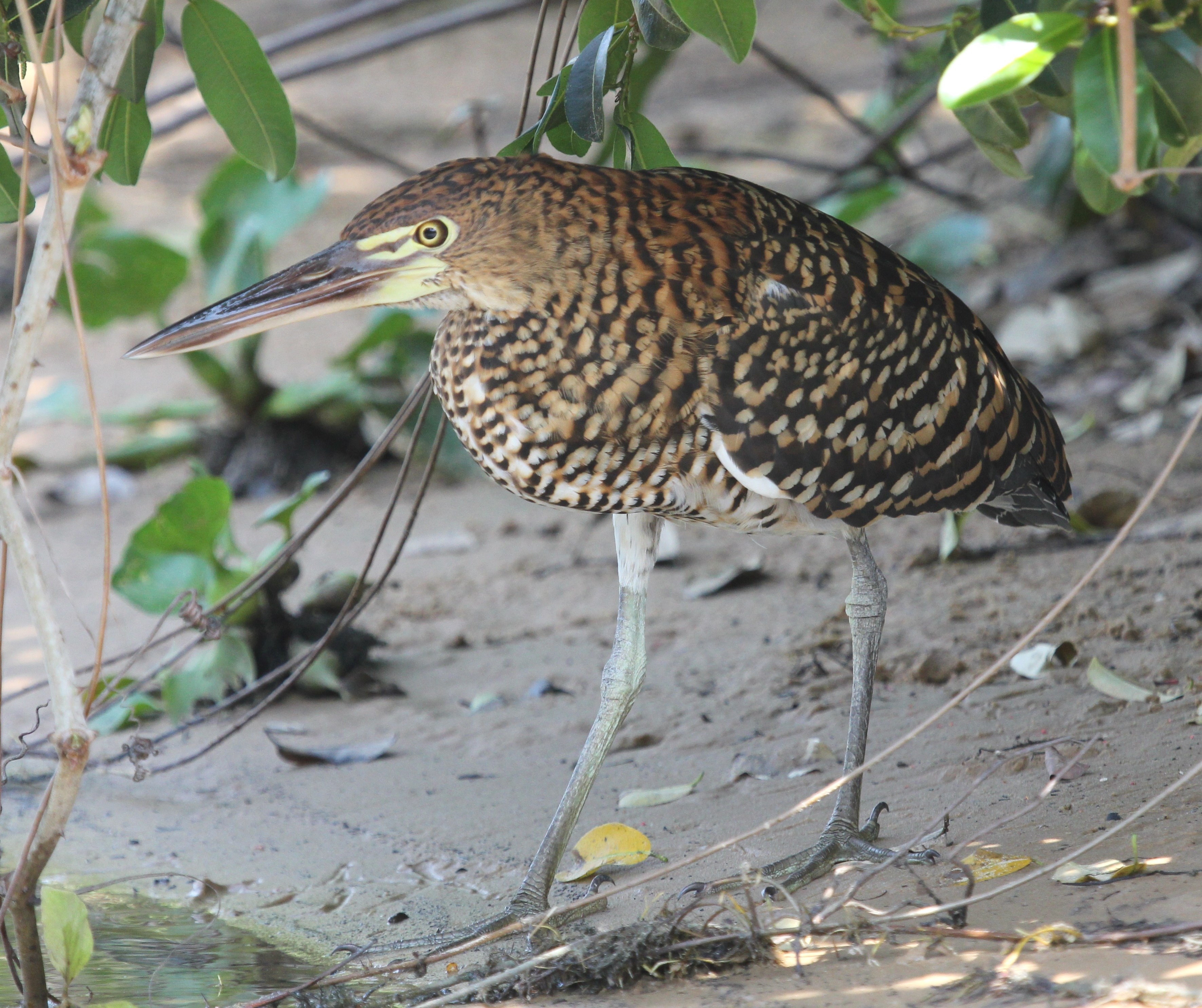
Juveniler Marmorreiher im Pantanal

Der Marmorreiher (Tigrisoma lineatum) ist eine Art aus der Familie der Reiher. Die Art kommt in zwei Unterarten ausschließlich in Zentral- und Südamerika vor.

## Erscheinungsbild
Der Marmorreiher zählt zu den mittelgroßen Reiherarten und erreicht eine Körpergröße von 66 bis 76 Zentimetern. Ein auffälliger Geschlechtsdimorphismus ist nicht vorhanden.
Kopf, Kopfseiten und der lange, verhältnismäßig dicke Hals sind kastanienbraun bis zimtfarben. Der Schnabel ist mit bis zu 10 Zentimetern verhältnismäßig lang. Die Schnabelfarbe variiert in Abhängigkeit von Lebensalter und Jahreszeit; der Farbwechsel ist dabei noch nicht hinreichend verstanden. Grundsätzlich ist der Oberschnabel dunkel und der Unterschnabel etwas heller. Die Haut an der Schnabelbasis ist gelb. Die Iris sind gelb bis blassbraun. Das Kinn ist weiß: entlang des Vorderhalses verläuft ein brauner Längsstreifen, der an beiden Seiten von weißen Streifen begrenzt ist. Diese Streifen fallen vor allem dann auf, wenn der Marmorreiher den Kopf hebt oder eine rohrdommelähnliche Pfahlstellung einnimmt. Der Rücken und der Schwanz sind schwarzgrün und die Flügel dunkelgrau. Sowohl Rücken als auch die Flügel haben eine sehr feine braune Linien- und Fleckenzeichnung, die sich bis zum Kopf ausdehnen kann. Der Bauch ist grau mit einer leichten ockerfarbenen Tönung. Die Beine, mit ihren verhältnismäßig langen Tarsen, sind olivfarben bis schwarz auf der Vorderseite und grünlich auf der Rückseite.

## Verbreitungsgebiet und Lebensraum

Verbreitungsgebiet (grün) des Marmorreihers

Der Marmorreiher kommt ausschließlich in Zentral- und Südamerika vor. Er brütet im Norden von Guatemala, im Südosten von Honduras, in Ostnicaragua, in Costa Rica, in Kolumbien, im Südwesten Ecuadors, östlich der Anden in Venezuela, in Guayana und Suriname, Trinidad sowie in Brasilien, Bolivien, Paraguay, dem Norden von Uruguay und dem Nordosten von Argentinien. Er gilt als Standvogel.
Der Lebensraum des Marmorreihers sind tropische Waldsümpfe im Tiefland. Er ist ein Vogel, der für die großen Feuchtgebiete Südamerikas typisch ist. Gelegentlich findet er sich auch in sumpfigen Wäldern am Fuße der Anden.

## Lebensweise
Marmorreiher finden ihre Nahrung überwiegend nachts und in der Dämmerung, indem sie ruhig stehend ihrer Beute auflauern. Es ist eine einzelgängerische Art, die bestenfalls paarweise zu beobachten ist. Er verteidigt sein Nahrungsterritorium sehr entschieden auch gegenüber anderen Reiherarten. Zu energischen Auseinandersetzungen kommt es insbesondere mit Pfeifreihern. Zu seinem Nahrungsspektrum gehören Fische, Grashüpfer, Wasserkäfer, Libellenlarven sowie Schlangen.
Die Fortpflanzungsbiologie ist bislang nicht sehr genau untersucht. Die Fortpflanzungszeit scheint in Abhängigkeit vom Verbreitungsgebiet zu variieren. Der Marmorreiher nistet einzelgängerisch und errichtet sein Nest in hohen Bäumen. Das Gelege umfasst in der Regel zwei Eier. Es brütet allein das Weibchen. Die Brutzeit beträgt 31 bis 34 Tage. Beide Elternvögel füttern.
Der Bestand der Marmorreiher ist bislang nicht genau untersucht. Die Art ist aber weit verbreitet und stellenweise häufig.

## Unterarten
Es werden folgende Unterarten anerkannt:
- Tigrisoma lineatum lineatum (Boddaert, 1783)[4] kommt von Honduras südlich bis ins nordöstliche Bolivien und dem Amazonas-Regenwald Brasiliens vor.
- Tigrisoma lineatum marmoratum (Vieillot, 1817)[5] ist vom Südösten Boliviens über das südliche Brasilien und das nördliche Argentinien verbreitet.

## Etymologie und Forschungsgeschichte
Die Erstbeschreibung des Marmorreihers erfolgte 1783 durch Pieter Boddaert unter dem wissenschaftlichen Namen Ardea lineata. Als Verbreitungsgebiet nannte er Cayenne basierend auf Onoré rayé von Georges-Louis Leclerc de Buffon an. 1827 führte William Swainson die Gattung Tigrisoma ein. Der Begriff leitet sich vom griechischen τιγρις, τιγριδος tigris, tigridos, deutsch ‚Tiger‘ und σωμα, σωματος sōma, sōmatos, deutsch ‚Körper‘ ab. Der Artname lineatum hat seinen Ursprung in lateinisch lineatus, linea, linum ‚mit Liien markiert, Linie, Faden‘. Marmoratum wurde von Vieillot basierend auf Garza de la jaspeada von Félix de Azara beschrieben und bedeutet lateinisch marmoratus, marmor, marmoris ‚marmoriert, Marmor‘. Alfred Laubmann hatte für sein Werk Die Vögel von Paraguay fünf Bälge von T. l. marmoratum aus Puert Casado im Gran Chaco, gesammelt von Hans Krieg (1888–1970), Eugen Josef Robert Schuhmacher (1906–1973) und Michael Mathias Kiefer (1902–1980), zur Verfügung. Ein weiterer gesammeltes Exponat von Kiefer stammte aus Nueva Germania. Ebenso sah er einige weitere Nachweise in der Literatur für Paraguay.

## Belege

### Einzelbelege
1. ↑   Kushlan et al., S. 349
2. ↑   Kushlan et al., S. 351
3. ↑  IOC world bird list Ibises, spoonbills, herons, Hamerkop, Shoebill, pelicans
4. 1 2  Pieter Boddaert (1783), S. 52
5. ↑  Louis Pierre Vieillot (1817), S. 415
6. ↑  William Swainson (1827), S. 362
7. ↑  Tigrisoma The Key to Scientific Names Edited by James A. Jobling
8. ↑  lineatum in The Key to Scientific Names Edited by James A. Jobling
9. ↑  Félix de Azara (1805), S. 160–163
10. ↑  marmoratum  in The Key to Scientific Names Edited by James A. Jobling
11. ↑  Alfred Laubmann (1939), S. 96–97